# Balneario de Corconte
Balneario de Corconte es un diseminado español, perteneciente a Castilla y León, en la provincia de Burgos. Se encuentra en la comarca de Las Merindades, concretamente en el territorio del Valle de Valdebezana que se conoce como Villa de Virtus.
La forma más sencilla de llegar a este lugar es abandonar la carretera N-623 en el punto kilométrico 89,9, incorporarse a la carretera CL-630, y seguirla durante 1,2 km.
En él destaca el edificio del balneario, que aporta el valor patrimonial y turístico al conjunto. Se encuentra en un entorno dominado por la Pirámide de los Italianos.

## Toponimia
El topónimo se refiere al edificio del balneario, que además de ser el origen de este emplazamiento, es todo lo que se conserva. Suerte que se encuentra en las proximidades de Corconte, que además de dar nombre al lugar, delimita una zona especialmente atractiva para los interesados en los deportes acuáticos como el kitesurf, la navegación, o simplemente la observación del paisaje.

## Demografía
Las viviendas están en un avanzado de ruina, así que nadie vive en este lugar. Incluso sobre el papel, lo más sensato es que tampoco.